# Saint-Jean-Mirabel
Saint-Jean-Mirabel is een gemeente in het Franse departement Lot (regio Occitanie) en telt 208 inwoners (2004). De plaats maakt deel uit van het arrondissement Figeac.

## Geografie
De oppervlakte van Saint-Jean-Mirabel bedraagt 9,3 km², de bevolkingsdichtheid is 22,4 inwoners per km².
De onderstaande kaart toont de ligging van Saint-Jean-Mirabel met de belangrijkste infrastructuur en aangrenzende gemeenten.

## Demografie
Onderstaande figuur toont het verloop van het inwonertal (bron: INSEE-tellingen).

1. ↑  Populations de référence 2022.